# Bombe (Fehlermeldung)

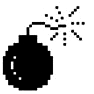
Die klassische Mac-OS-Bombe

Das Symbol einer Bombe im Rahmen einer Fehlermeldung wurde ursprünglich von Susan Kare entworfen und wird unter dem Betriebssystem Mac OS (jedoch nicht mehr seit macOS) angezeigt, wenn das Betriebssystem abstürzt. Zuerst wurde die Bombe im 1984 eingeführten Macintosh 128k eingesetzt.

## Aussehen

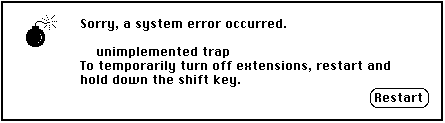
Fehlermeldung unter System 7

Die Anzeige enthält oft eine Fehlermeldung in Textform und in manchen Fällen eine Schaltfläche, mit dem das fehlerhafte Programm beendet werden konnte, ohne das ganze Gerät neu zu starten. Ebenso enthalten sein kann eine Schaltfläche, mit der der Rechner per Mausklick neu gestartet werden kann. Bei einigen kritischen Fehlern funktionieren diese Schaltflächen jedoch nicht mehr, obwohl sie angezeigt werden. Die Darstellung der Fehlermeldung wurde oft kritisiert, weil sie kaum Rückschlüsse auf den tatsächlichen Grund des Fehlers zulässt. Dies war jedoch eine bewusste Entscheidung der Entwickler mit dem Ziel, für die meisten Benutzer irreführende oder unnütze Informationen auszuschließen. Durch den Einsatz eines Debuggers (üblicherweise MacsBug oder mit ResEdit) können diese Informationen jedoch trotzdem ermittelt werden.

## Mac OS X
Mac OS X, das seit 2016 macOS heißt, wurde nicht auf Basis des Vorgängers Mac OS entwickelt und enthält in Fehlermeldungen das Bomben-Symbol nicht mehr. Im Fall eines Systemabsturzes erscheint hier, wie bei anderen Betriebssystemen aus der Unix-Familie, eine Kernel panic.

## Atari TOS
Seitdem es fest in die Computer als ROM-Bausteine eingesetzt wurde, benutzt das Betriebssystem TOS, das auf den Computern der Atari-ST-Reihe und deren Nachfolger eingesetzt wird, ebenfalls kleine Bombensymbole, um einen Fehler anzuzeigen. Hier erscheint jedoch nur eine bestimmte, von der Art des Problems abhängige Anzahl von Bomben am linken Rand des Bildschirms, auf halber Höhe. Fehler in einzelnen Anwendungen haben hier oft nicht den Absturz des Systems zur Folge, da TOS ursprünglich nur die Ausführung eines Programmes zu jedem Zeitpunkt erlaubt (mit Ausnahme von sogenannten Accessories) und somit parallel laufende Anwendungen nicht, wie bei einem Multitasking-Betriebssystem, beeinflusst werden können. In einem solchen Fall verschwindet die Anzeige nach kurzer Zeit wieder, und das Gerät kehrt zur Benutzeroberfläche des Betriebssystems zurück (solange keine so fatalen Fehler auftraten, die dies unmöglich machen). Bei den ersten Geräten, die im Spätsommer 1985 ausgeliefert wurden und das Betriebssystem noch auf Diskette mitgeliefert bekamen, wurden statt der Bomben (Atom‑)Pilze verwendet.